# Шехзаде Омер
Шехзаде Омер(нар.1621-1622 рр.) — син Султана Османа II та його сербської наложниці Мейлішах Султан.

## Біографія
Шухзаде Омер народився 21 жовтня 1621 року від наложниці Османа II Мейлішах, яка народилась приблизно у 1608 році і була сербського походження.
Є декілька версій смерті шехзаде Омера. Деякі історики вважають, що під час свята в Едірне його було убито. Друга версія-шехзаде помер від шоку через вистріли з гармат..
Після смерті шехзаде Омера його мати було вислано в Старий палац й про її долю невідомо.